# The Land Girls
The Land Girls (conocida en Latinoamérica como Mujeres en conflicto) es una película británica de 1998 dirigida por David Leland y protagonizada por Rachel Weisz, Catherine McCormack y Anna Friel. Está basada en la novela homónima de Angela Huth.

## Sinopsis
Durante la Primera y Segunda Guerra Mundial, el Ejército de Mujeres de la Tierra se estableció en el Reino Unido para reclutar mujeres para trabajar en granjas donde los hombres habían salido para ir a la guerra. Dichas mujeres fueron apodadas "chicas de la tierra".
Ambientada en 1941 en el campo de Dorset, tres "chicas de la tierra" llegan a una granja remota. Son un trío improbable: la peluquera Prue (Anna Friel) es vivaz y sexy, la graduada de la Universidad de Cambridge Ag (Rachel Weisz) es tranquila y reservada, y la soñadora Stella (Catherine McCormack) está enamorada de Philip, un elegante oficial del Ejército Real. A pesar de sus diferencias, pronto se vuelven buenas amigas. La película sigue sus relaciones entre ellas y los hombres en sus vidas frente a la guerra.

## Reparto
- Catherine McCormack como Stella.
- Rachel Weisz como Ag.
- Anna Friel como Prue.
- Steven Mackintosh como Joe Lawrence.
- Tom Georgeson como el señor Lawrence.
- Maureen O'Brien como la señora Lawrence.
- Lucy Akhurst como Janet.
- Gerald Down como Ratty.
- Paul Bettany como Philip.